# Alien (videogioco 1984)
Alien è un videogioco di genere avventura testuale pubblicato fra il 1984 e il 1985 dalla Amsoft e Argus Press Software per Amstrad CPC, Commodore 64 e ZX Spectrum, e ispirato al film Alien.